# I Care
I Care – utwór muzyczny amerykańskiej artystki Beyoncé Knowles, pochodzący z jej czwartego albumu studyjnego o nazwie 4. Autorami tekstu są Knowles, Jeff Bhasker i Chad Hugo, podczas gdy produkcją zajęli się Knowles i Bhasker. Piosenka została nagrana w MSR Studios w Nowym Jorku. Piosenka jest balladą R&B, która zawiera również elementy soulu i muzyki rockowej.
Utwór został ogólnie dobrze przyjęty przez krytyków muzycznych, którzy pochwalili szczere emocje, smutek i niechęć, które można usłyszeć w głosie Knowles. Znawcy na ogół chwalili także gitarowe solo i wokal Knowles, które zostały użyte tylko przy owym utworze. Po wydaniu 4 na początku lipca 2011, „I Care” zajął 35. miejsce na South Korea Gaon International Singles Chart. O wyniku tym zadecydował pokaźny wynik pobrań utworu. Piosenka wchodziła w repertuar Knowles na 4 Intimate Nights with Beyoncé, która odbyła się w Roseland Ballroom w Nowym Jorku w sierpniu 2011 roku.

## Notowania
| Chart (2011)                         | Peak position |
| ------------------------------------ | ------------- |
| South Korea Gaon International Chart | 35            |
| Portuguese Ringtone Chart            | 16            |

## Historia wydania
| Kraj   | Data          | Format                 |
| ------ | ------------- | ---------------------- |
| Włochy | 23 marca 2012 | Contemporary hit radio |